# Les Costes-Gozon
Les Costes-Gozon (okzitanisch: Las Còstas de Goson) ist eine französische Gemeinde im Département Aveyron in der Region Okzitanien mit 165 Einwohnern (Stand: 1. Januar 2022). Sie gehört zum Kanton Raspes et Lévezou im Arrondissement Millau. Die Einwohner werden Costois genannt.

## Geografie
Les Costes-Gozon liegt etwa 21 Kilometer westsüdwestlich von Millau in einem der südlichen Ausläufer des Zentralmassivs in einer waldreichen Region. Das Gemeindegebiet ist Teil des Regionalen Naturparks Grands Causses. Umgeben wird Les Costes-Gozon von den Nachbargemeinden Saint-Victor-et-Melvieu im Norden und Nordosten, Saint-Rome-de-Tarn im Osten, Saint-Affrique im Südosten und Süden, Calmels-et-le-Viala im Süden und Südwesten, Saint-Izaire im Südwesten, Broquiès im Westen sowie Le Truel im Nordwesten.

## Bevölkerungsentwicklung
| Jahr                       | 1962 | 1968 | 1975 | 1982 | 1990 | 1999 | 2006 | 2019 |
| -------------------------- | ---- | ---- | ---- | ---- | ---- | ---- | ---- | ---- |
| Einwohner                  | 313  | 297  | 282  | 257  | 207  | 174  | 182  | 185  |
| Quellen: Cassini und INSEE |      |      |      |      |      |      |      |      |

## Sehenswürdigkeiten
- Nekropole von Sabel aus dem 7. Jahrhundert
- Kirche Notre-Dame
- Kapelle Saint-Michel im Ortsteil Saint-Michel-de-Landesques

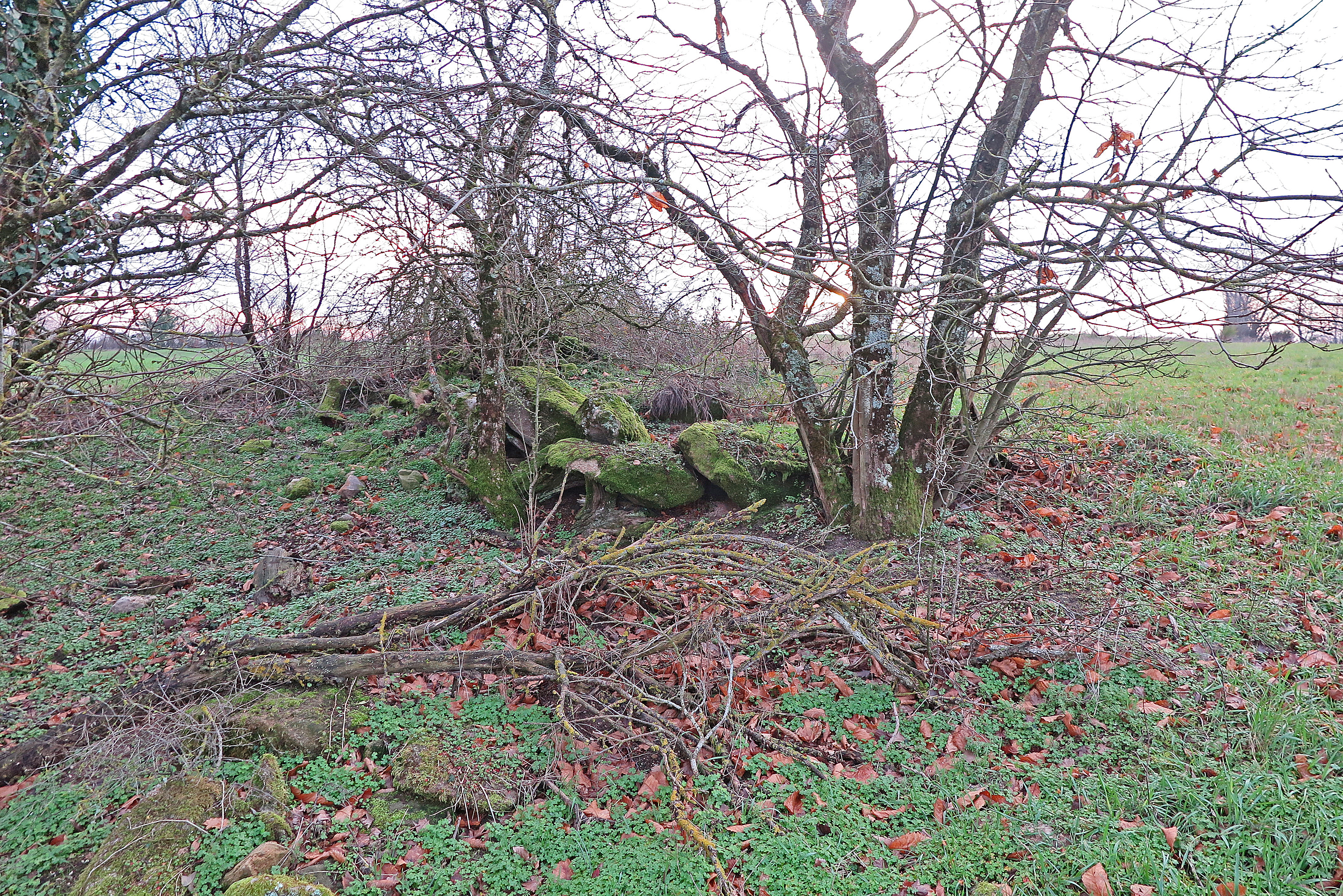
Dolmen de la Serre

- Dolmen de la Serre